# Nido di vespe
Nido di vespe è un film del 2002, diretto da Florent Emilio Siri. La trama prende spunto dal film Distretto 13 - Le brigate della morte di John Carpenter.

## Trama
Una banda di 5 ladri riesce a penetrare in un deposito allo scopo di rubare centinaia di computer. Nel frattempo, un equipaggio composto da agenti francesi ed italiani sta trasportando a Strasburgo, con un furgone blindato e la relativa scorta, Abedin Nexhep, un pericoloso criminale di guerra albanese. Durante il tragitto, un commando di uomini fedeli al prigioniero attacca il blindato e riesce ad annientare la scorta. Il furgone, gravemente danneggiato, riesce a scampare all'agguato ed a rifugiarsi in un deposito poco distante, ma l'edificio, lo stesso in cui si trovano i ladri di computer, viene accerchiato dai sicari in pochi minuti. Gli agenti sopravvissuti e la banda di ladri dovranno allearsi per restare in vita fino all'arrivo della polizia.

## Critica
- Un apprezzabile esempio di cinema francese d'azione (...) con una impostazione realistica, il disegno psicologico dei personaggi, con l'uso della suspense e il senso del ritmo. Commento del dizionario Morandini che assegna al film tre stelle su cinque di giudizio.[1]
- Siri confeziona un ottimo film di genere, cupo, opprimente ma mai banale. Commento del dizionario Farinotti che assegna al film tre stelle su cinque di giudizio.[2]

## Citazioni e riferimenti ad altre pellicole
- La musica che la banda di ladri fischietta all'inizio è il celebre motivo de I magnifici sette di John Sturges.
- La scena in cui il bambino viene ucciso a sangue freddo da uno dei sicari è una variante della famosa scena del gelataio nel già citato film di Carpenter.